# Nastri d'argento 1961
La 16ª edizione dei Nastri d'argento si è svolta il 4 febbraio 1961 a Milano.

## Vincitori e candidati
I vincitori sono indicati in grassetto, a seguire gli altri candidati.

### Regista del miglior film
- Luchino Visconti - Rocco e i suoi fratelli
- Michelangelo Antonioni - L'avventura
- Federico Fellini - La dolce vita

### Miglior produttore
- Dino De Laurentiis - per il complesso della produzione
- Angelo Rizzoli e Giuseppe Amato - La dolce vita
- Goffredo Lombardo - Rocco e i suoi fratelli

### Miglior soggetto originale
- Federico Fellini, Ennio Flaiano e Tullio Pinelli - La dolce vita
- Michelangelo Antonioni - L'avventura
- Luchino Visconti, Vasco Pratolini e Suso Cecchi D'Amico - Rocco e i suoi fratelli

### Migliore sceneggiatura
- Luchino Visconti, Suso Cecchi D'Amico, Pasquale Festa Campanile, Massimo Franciosa ed Enrico Medioli - Rocco e i suoi fratelli
- Federico Fellini, Ennio Flaiano, Tullio Pinelli e Brunello Rondi - La dolce vita
- Agenore Incrocci, Furio Scarpelli, Luigi Comencini e Marcello Fondato  - Tutti a casa

### Migliore attrice protagonista
- Sophia Loren - La ciociara
- Anna Maria Ferrero - Il gobbo
- Monica Vitti - L'avventura

### Migliore attore protagonista
- Marcello Mastroianni - La dolce vita
- Alberto Sordi - Tutti a casa
- Marcello Mastroianni - Il bell'Antonio

### Migliore attrice non protagonista
- Didi Perego - Kapò
- Sandra Milo - Adua e le compagne
- Lea Massari - L'avventura

### Migliore attore non protagonista
- Enrico Maria Salerno - La lunga notte del '43
- Paolo Stoppa - Rocco e i suoi fratelli
- Annibale Ninchi - La dolce vita

### Migliore musica
- Giovanni Fusco - L'avventura
- Nino Rota - La dolce vita
- Carlo Rustichelli - Kapò

### Migliore fotografia in bianco e nero
- Giuseppe Rotunno - Rocco e i suoi fratelli
- Aldo Scavarda - L'avventura
- Armando Nannuzzi - Il bell'Antonio

### Nastro d'argento alla migliore fotografia|Migliore fotografia a colori
- Aldo Tonti - Ombre bianche
- Aldo Tonti - India: Matri Bhumi
- Tonino Delli Colli - Il mondo di notte

### Migliore scenografia
- Piero Gherardi - La dolce vita
- Mario Garbuglia - Rocco e i suoi fratelli''
- Carlo Egidi - La lunga notte del '43

### Migliori costumi
- Maria De Matteis - Gastone
- Piero Tosi - Rocco e i suoi fratelli
- Danilo Donati - Adua e le compagne

### Regista del miglior film straniero
- Ingmar Bergman - Il settimo sigillo (Det sjunde inseglet)
- Jean-Luc Godard - Fino all'ultimo respiro (À bout de souffle)
- Grigorij Čuchraj - Ballata di un soldato (Баллада о солдате)

### Miglior cortometraggio
- La casa delle vedove - regia di Gian Vittorio Baldi

### Miglior cortometraggio sperimentale
- Bambini nell'acquedotto - regia di Giuseppe Ferrara